# Konrad Adenauer
Konrad Hermann Joseph Adenauer (pronunție germană:  /ˈkɔnʁaːt ˈhɛɐman ˈjoːzɛf ˈaːdənaʊɐ/; n. 5 ianuarie 1876, Köln, Reich-ul German – d. 19 aprilie 1967, Rhöndorf⁠(d), Republica Federală Germania, Germania) a fost un politician creștin-democrat german, fost deținut politic, fost primar general al orașului Köln în perioada interbelică, de profesie jurist, primul cancelar federal german postbelic în Republica Federală Germania (cunoscută popular ca Germania de Vest, RFG/BDR pe scurt) din partea Uniunii Creștin-Democrate (CDU) (între 1949 și 1963), fondator și primul lider al acestei formațiuni politice de centru-dreapta între 1946 și 1966 de asemenea. În semn de respect și în memoria acestuia, Fundația Konrad Adenauer (germană Konrad-Adenauer-Stiftung, KAS) pentru democrație îi poartă numele.

## Biografie

### Până în mai 1945
Din 1917 și până în 1933 a exercitat funcția de primar general al Kölnului. Adversar al național-socialismului, a fost înlăturat din funcția de primar general. S-a retras la mănăstirea Maria Laach. În 1944 a fost arestat sub acuzația de complot împotriva regimului nazist. Soția sa a fost de asemenea arestată, murind în detenția Poliției Secrete (Gestapo).

### Cancelar al Republicii Federale Germania
În ciuda vârstei înaintate (în 1946 împlinise 70 de ani), Konrad Adenauer a condus munca de reconstrucție a creștin-democrației germane, mișcare interzisă în timpul dictaturii hitleriste. În anul 1949, la vârsta de 73 de ani, a fost ales în funcția de cancelar al Republicii Federale Germania - primul după cel de-al doilea război mondial.
A reușit apropierea țării sale de Franța, punând alături de Charles de Gaulle bazele alianței franco-germane, care a constituit nucleul Uniunii Europene. Este considerat ca fiind unul din „părinții Europei”, alături de Charles de Gaulle, Robert Schuman (ministru de externe al Franței), Alcide De Gasperi (ministru de externe al Italiei) și Jean Monnet (autorul planului unificării industriilor vest-europene, plan pus în practică de politicienii enumerați anterior).
Adenauer a contribuit în mod decisiv la racordarea Republicii Federale Germania în sistemul atlantic de securitate.
În 1955 a obținut repatrierea germanilor deportați la muncă forțată în Siberia.

Bustul lui Konrad Adenauer ca element al Monumentului părinților fondatori ai Uniunii Europene din Parcul Regele Mihai I al României din București

### După 1963
Și-a dat demisia din funcția de cancelar federal la data de 15 octombrie 1963, făcând loc lui Ludwig Erhard, un politician creștin-democrat mai tânăr, în fotoliul de cancelar.
A continuat să fie activ politic.
Autorul a patru volume de memorii, intitulate Erinnerungen (Amintiri).
Ca omagiu pentru contribuția sa la formarea Uniunii Europene, bustul său a fost inclus printre cele 12 busturi de oameni politici reunite în Monumentul părinților fondatori ai Uniunii Europene, inaugurat la București, la 9 mai 2006, de Ziua Europei, pe Insula Trandafirilor din Parcul Herăstrău.

## Lucrări
- Erinnerungen (4 volume), Editura Deutsche Verlags-Anstalt, Stuttgart 1965–1968
  - Erinnerungen 1945–1953, 1965, ISBN 3-421-01140-0
  - Erinnerungen 1953–1955, 1966, ISBN 3-421-01396-9
  - Erinnerungen 1955–1959, 1967, ISBN 3-421-01432-9
  - Erinnerungen 1959–1963. Fragmente., 1968, ISBN 3-421-01473-6
- Memoirs, (4 volume English edition 1966–70)